# Daniel Niculae
Daniel George Niculae (* 6. Oktober 1982 in Bukarest) ist ein ehemaliger rumänischer Fußballspieler.

## Vereinskarriere
Aus der Jugend von Rapid Bukarest kommend, schaffte Niculae den Sprung in die Profimannschaft und wurde mit Rapid in der Liga 1 Saison 2002/03 rumänischer Meister. Zwischendurch hatte er 2001 einige Spiele für das Farmteam von Rapid, den Zweitligisten Electromagnetica Bukarest absolviert. Im Sommer 2006 wechselte er für angeblich 3,3 Millionen Euro in die französische Ligue 1 zum AJ Auxerre. Nach vier Jahren bei Auxerre unterzeichnete Niculae im Sommer 2010 beim AS Monaco. Mit Monegassen stieg er am Ende der Saison 2010/11 in die Ligue 2 ab. Anschließend ging er auf Leihbasis für ein Jahr zum AS Nancy. Im Sommer 2012 wechselte Niculae in die erste russische Liga zu FK Kuban Krasnodar. Ein Jahr später verließ er den Klub wieder und war ein halbes Jahr ohne Engagement, ehe ihn Rapid Bukarest Anfang 2014 verpflichtete. Nach dem Aufstieg 2014 wurde sein Vertrag nicht verlängert. Anfang 2015 kehrte er zu Rapid zurück. Nach dem Abstieg Rapids am Ende der Saison 2014/15 war er ein Vierteljahr ohne Verein, ehe ihn Astra Giurgiu verpflichtete. Mit Astra gewann Niculae die Meisterschaft 2016.
Von Sommer 2017 bis 2018 stand er bei Rapid Bukarest in der Liga IV unter Vertrag.

## Nationalmannschaft
Daniel Niculae debütierte am 20. August 2003 beim Spiel gegen die Ukraine in der rumänischen Fußballnationalmannschaft. Bis zu seinem letzten Einsatz am 5. Juni 2012 absolvierte er 39 Länderspiele, in denen er neun Tore erzielte. Niculae zählte zum Aufgebot Rumäniens bei der Fußball-Europameisterschaft 2008.

## Erfolge
- Rumänischer Meister: 2003, 2016
- Rumänischer Pokalsieger: 2001, 2006
- Rumänischer Supercupsieger: 2002, 2003, 2016